# Diamantino Prata de Carvalho
Dom Frei Diamantino Prata de Carvalho, OFM (São Pedro, Manteigas, 20 de novembro de 1940), é um frade franciscano e bispo católico nascido em Portugal e radicado no Brasil. É bispo emérito da Campanha.

## Biografia
Foi ordenado padre no dia 10 de dezembro de 1972. No dia 25 de março de 1998 foi nomeado o sexto bispo da Diocese da Campanha e recebeu a ordenação episcopal das mãos de Dom Serafim Fernandes de Araújo no dia 2 de maio desse mesmo ano. Seu lema episcopal é Servir com alegria.

## Brasão e lema
Descrição: Escudo eclesiástico partido, sendo o 1º de blau com um contra-chefe denteado de sinopla, tendo adestrada em chefe uma estrela de sete raios, de argente; o 2º de blau, com contra-chefe de argente, carregado de um ramo de oliveira de sinopla. Brocante sobre a partição, em chefe, uma pomba de argente. Atravessante, sobre os dois campos de blau, um Arco Íris, de sua cor, que toca a borda dos contra-chefes de cada campo. O Escudo assente em tarja branca. O conjunto pousado sobre uma cruz  de ouro. O todo encimado pelo chapéu eclesiástico, forrado, com seus cordões em cada flanco, terminados por seis borlas cada um, tudo de verde. Brocante sobre a ponta da cruz, um listel de jalde com a legenda: SERVIRE IN LÆTITIA, em letras de sable.[carece de fontes?]